# الحرب اليهودية (كتاب)
الحرب اليهودية (الاسم كاملًا تاريخ الحرب اليهودية ضد الرومان) هو كتاب ليوسيفوس فلافيوس المؤرخ الروماني اليهودي في القرن الأول الميلادي. وصفه ستيف ماسون بأنه "ربما هو أكثر النصوص غير الكتابية تأثيرًا في التاريخ الغربي".